# Antoine Bonelli
Pour les articles homonymes, voir Bonelli.
François Antoine Bonelli, dit Antoine Bellacoscia, né le 15 décembre 1827 à Bocognano (Corse) et mort le 23 février 1907 à Aghione (Corse), est l'un des plus célèbres bandits d'honneur corses des XIXe et XXe siècles.

## Biographie
Antoine Bonelli est l'un des 24 enfants de Pierre-Paul Bonelli dit « Paulichju », et de « Julie », la sœur aînée de ses trois concubines[Quoi ?],,.Cette vitalité reproductrice, qui engendra une famille (ou un clan familial) très nombreux, valut à son père le surnom de "Bellacoscia", littéralement "Belle cuisse" qui resta attaché à ses descendants.

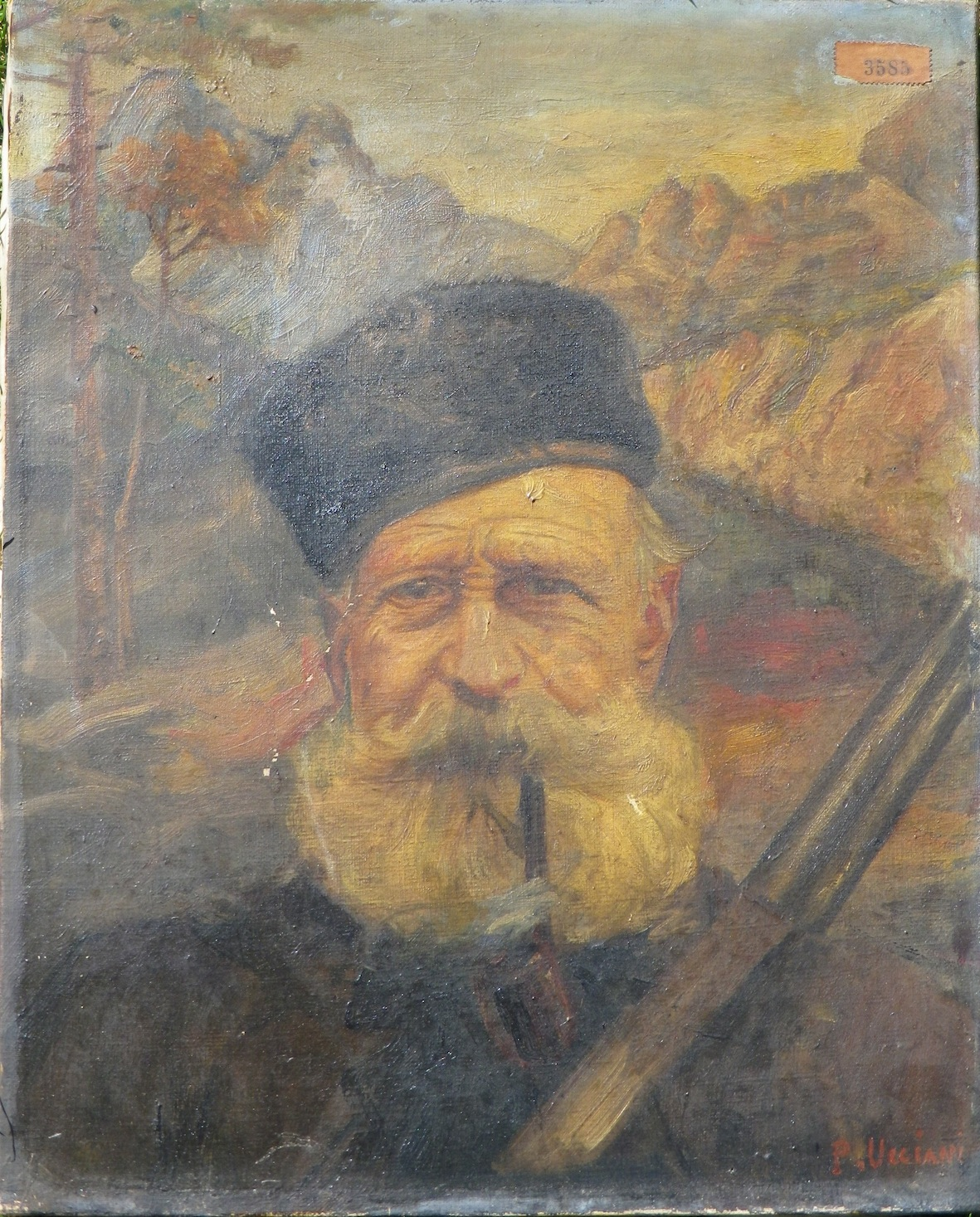
Portrait de Antoine Bellacoscia
par Pierre Ucciani (1890).

La séquestration en novembre 1848, du vieux Dominique-André Cerati (ou Casati), qui refusait de lui donner la main de sa fille, sa désertion et la tentative d'assassinat du maire de Bocognano, lui valent d'être condamné par contumace aux travaux forcés à perpétuité en 1851, et à la peine de mort en 1854. La perspective d'une grâce accordée par le président Sadi Carnot, va le décider à se constituer prisonnier le 25 juin 1892. Après un procès symbolique le 25 juillet 1892 (ses crimes étant prescrits), le jury le déclare non coupable mais prononce une interdiction de séjour en Corse. Il obtient la levée de cette interdiction et rentre en Corse,,,,,.
Il meurt le 23 février 1907,.

## Galerie

Antoine Bonelli dit Antoine Bellacosciacarte postale, presse et livres
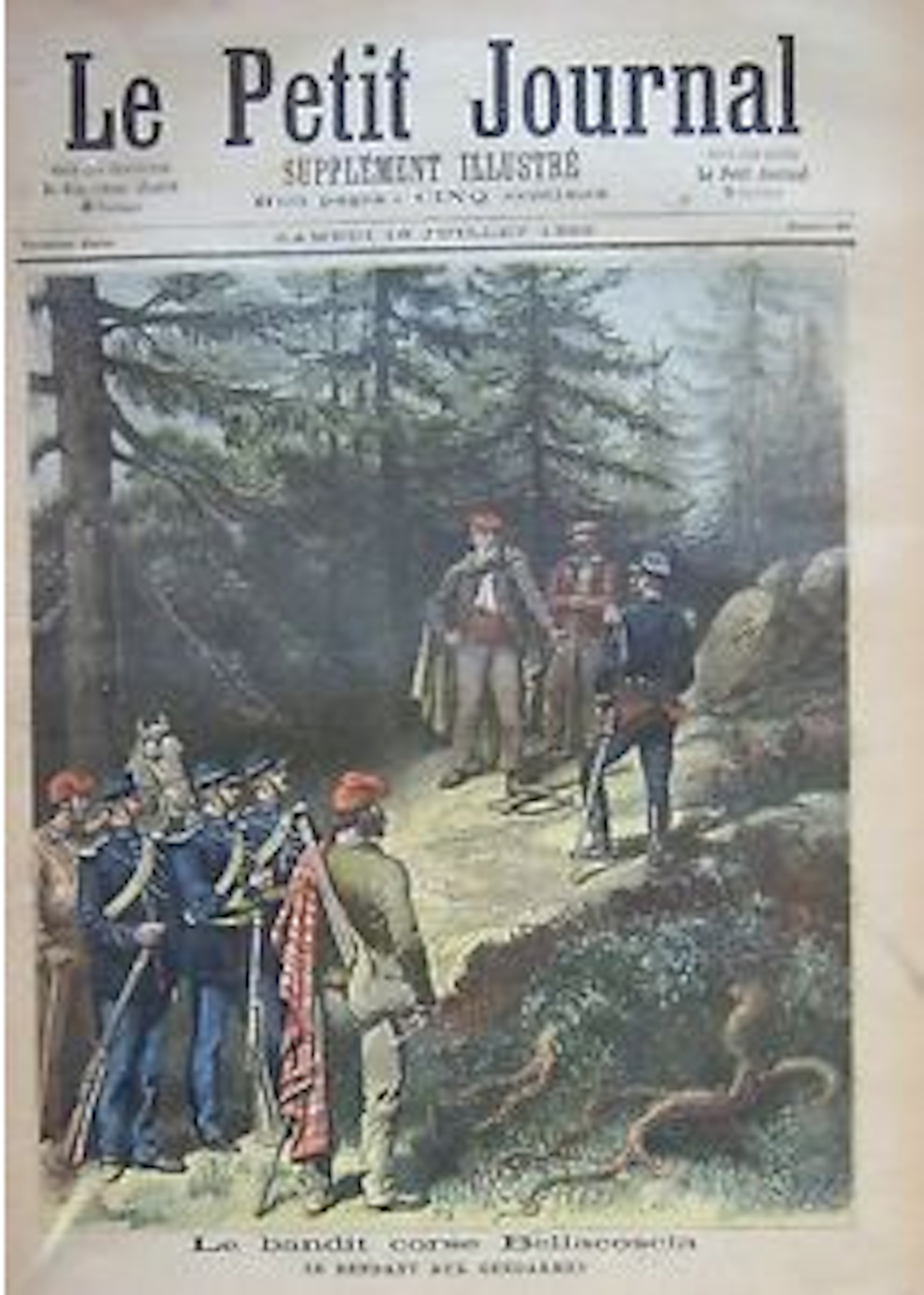
Le bandit "Bellacoscia" (1892) se rend aux gendarmes (Le Petit Journal)
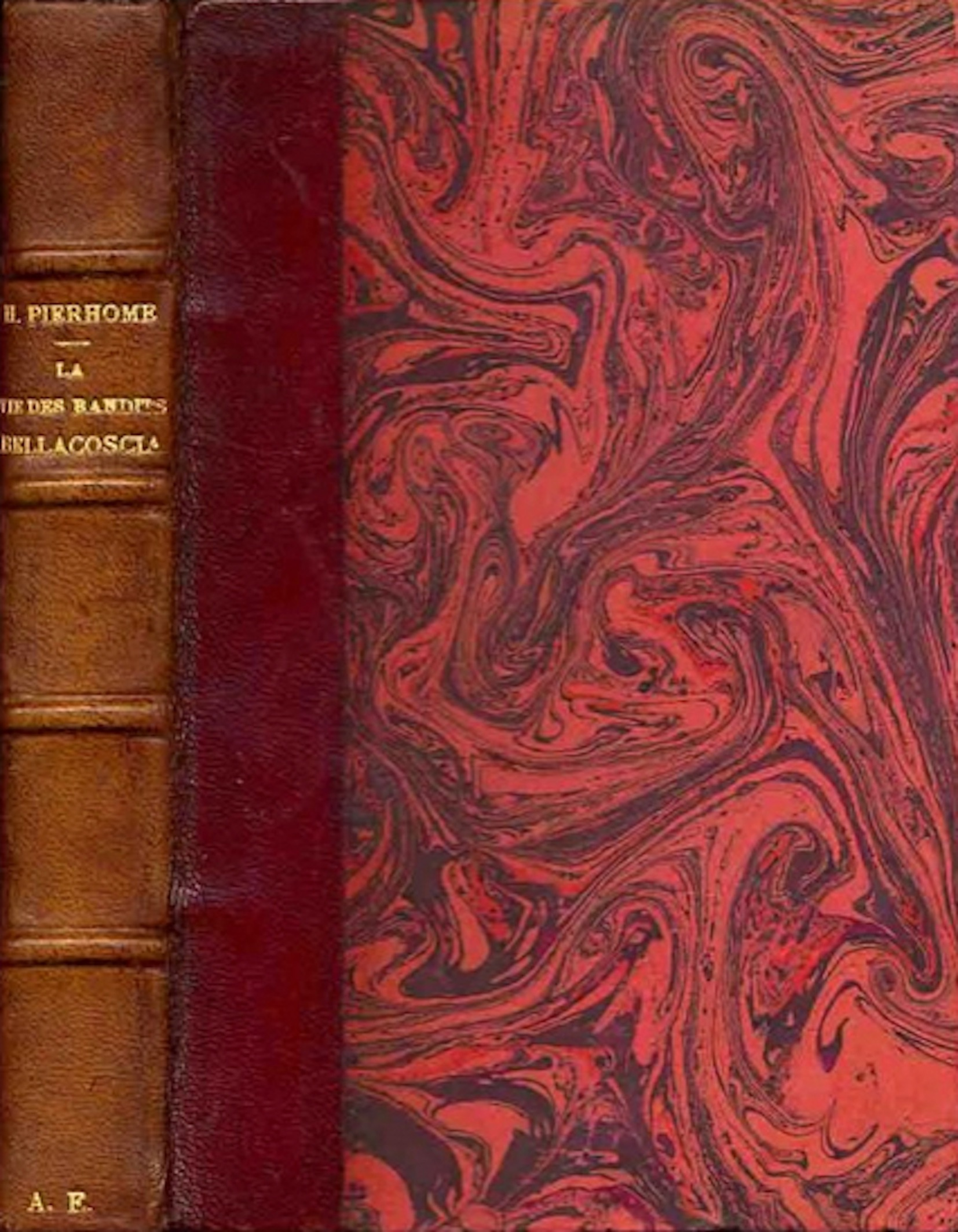
"Vie des bandits Bellacoscia" (1931) Henri Pierhome (éditions de France A.F.)
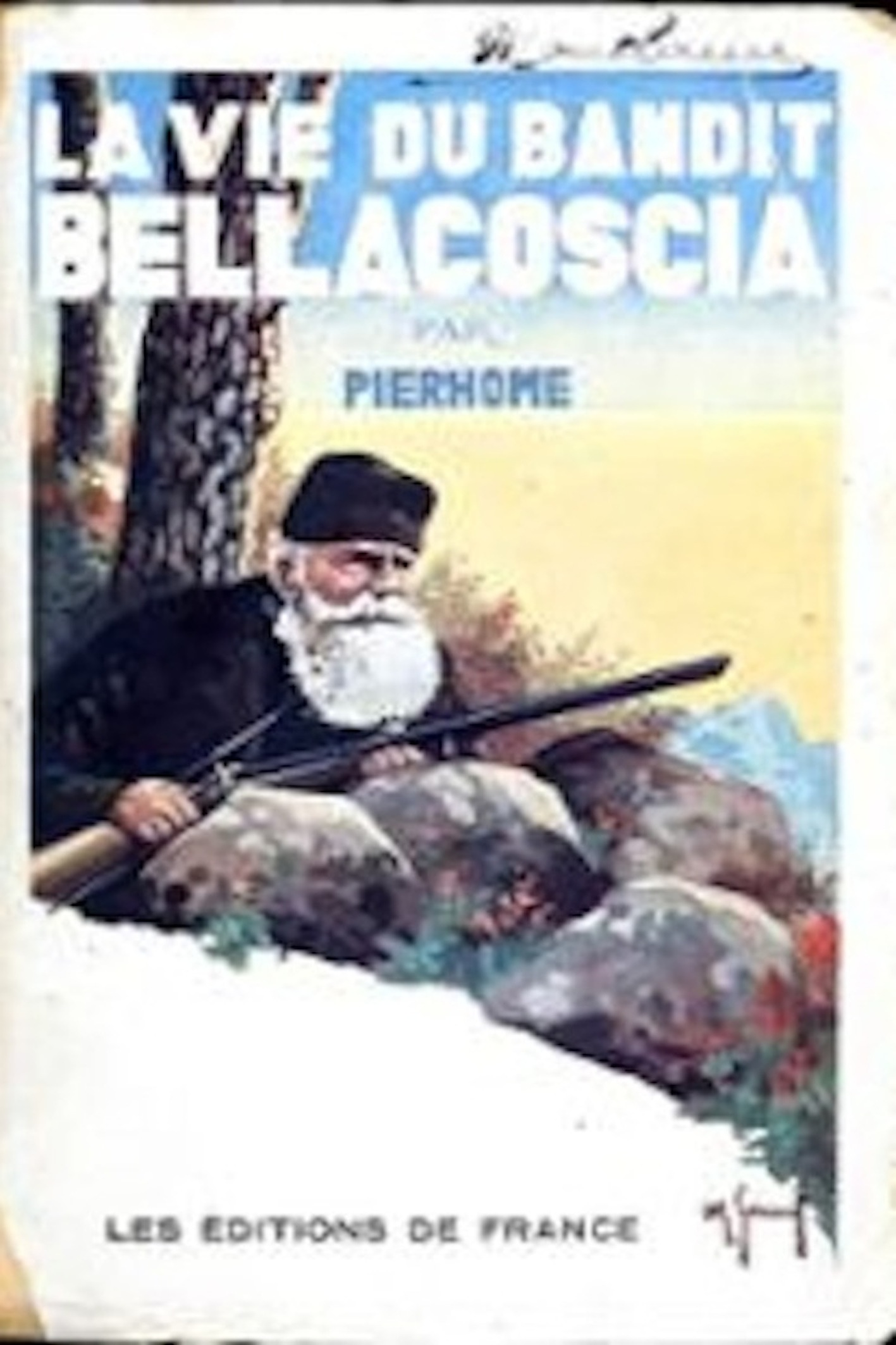
"Vie du bandit Bellacoscia" (1933) Henri Pierhome (éditions de France)
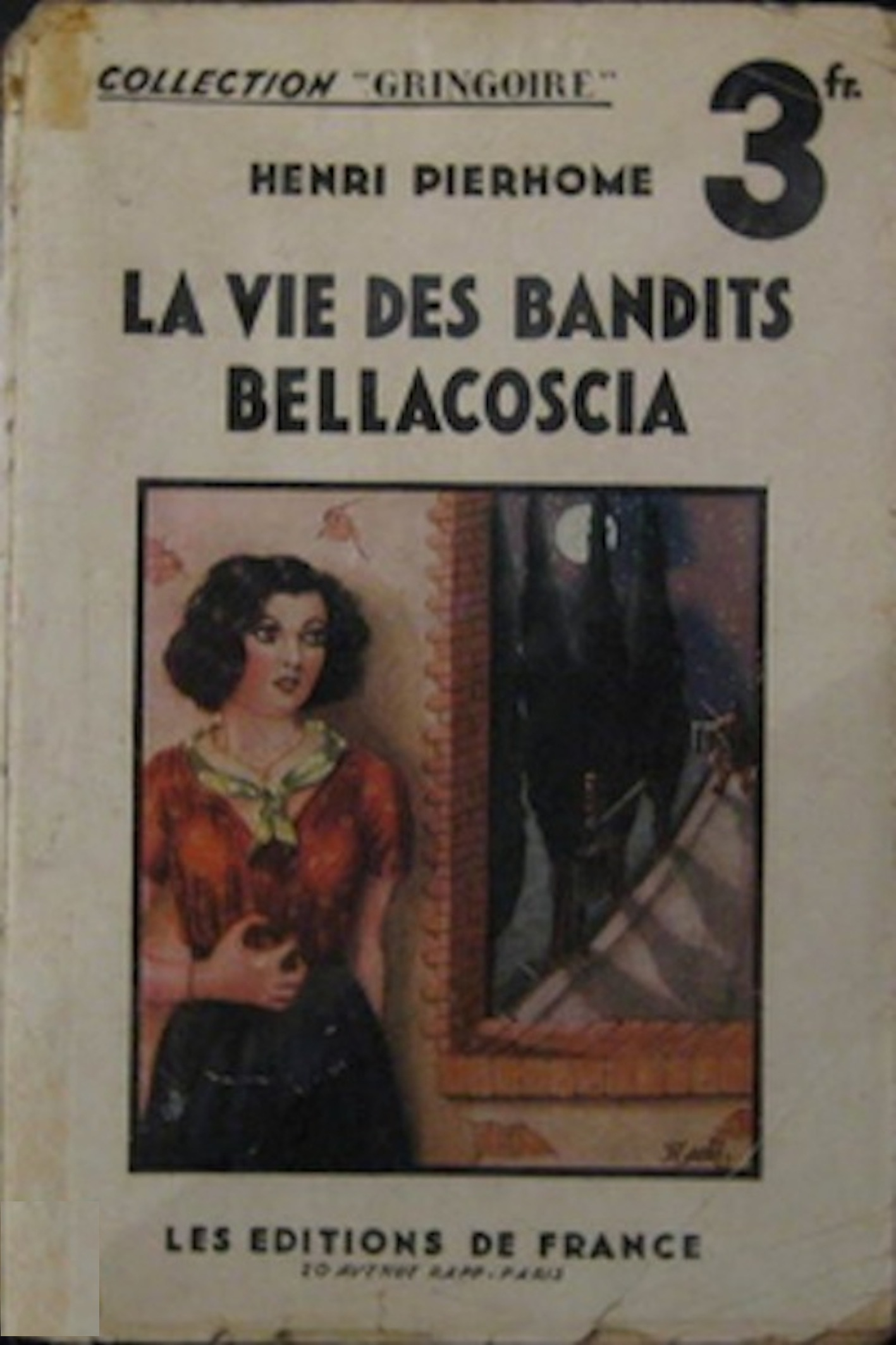
"Vie des bandits Bellacoscia" (1934) Henri Pierhome (édition de France - collection Gringoire)